# Григоров, Сергей Александрович
Григоров Сергей Александрович (род. 5 апреля 1944 года, Муромцево, Омская область) — советский и российский геохимик, кандидат геолого-минералогических наук, первооткрыватель золоторудного месторождения «Майское». Специализируется в области структурной геохимии.

## Биография
Сергей Александрович Григоров родился 5 апреля 1944 года в рабочем посёлке Муромцево Омской области. В 1962 году поступил и в 1967 году окончил геологоразведочный факультет Московского геологоразведочного института.
После получения диплома о высшем образовании уехал на Крайний Север и начал работать в одной из крупнейших в СССР геологических организаций «Севвостгеология» горным мастером. Позднее работал в должности начальника рудного отдела СевероВосточного ПГО (правопреемник Центральной геофизической и Гидрогеологической экспедиций СВПГО). Одним из наиболее ярких геологических открытий за годы работы на Северовостоке стало открытие золоторудного месторождения «Майское».

## Научно-практическая деятельность
В 1983 году защитил диссертацию на соискание степени кандидата геолого-минералогических наук на тему: «Строение геохимического поля месторождения, оценка и прогнозирования эндогенного оруденения: на примере золоторудного месторождения». С 1987 по 1991 год работал в Северо-Кавказском ПГО в городе Ессентуки в должности главного геолога. После распада СССР с 1992 года по 2002 год работал в Западной Африке (Республика Мали) начальником геологоразведочной экспедиции. С 2003 по 2009 год работал в ПАО «Рудник им. Матросова» первым заместителем исполнительного директора, в ПАО «Полюс» — руководителем геологического блока.
С 2010 по 2016 годы работал в качестве консультанта по геологии в России и странах Африки. С 2016 года — главный научный сотрудник в Институте минералогии, геохимии и кристаллохимии редких элементов.
С 2018 по 2022 год работал в компании «ПАВЛИК» Тенькинского района Магаданской области заместителем генерального директора по геологии.

## Научные работы

### Монографии
- Григоров С. А. Локализация таксонов геохимического поля ореолообразующей и рудообразующей системы в масштабах 1:1 000 000 — 1:2 000 (структурная геохимия) Министерство природных ресурсов и экологии Российской Федерации, Федеральное агентство по недропользованию, Федеральное государственное бюджетное учреждение Институт минералогии, геохимии и кристаллохимии редких элементов. — Москва: ИМГРЭ, 2018. — 169 с. ISBN 978-5-901244-39-5[5]
- Григоров С. А. Нелинейная структура геохимического поля рудообразуюшей системы (структурная геохимия) [Текст] / С. А. Григоров ; М-во природных ресурсов и экологии Российской Федерации, Федеральное агентство по недропользованию, Российская акад. наук, Федеральное гос. унитарное предприятие Ин-т минералогии, геохимии и кристаллохимии редких элементов. — Москва : ИМГРЭ, 2015. — 149 с. ISBN 978-5-901244-35-7[6]

### Научные статьи
- Григоров С. А. Генезис и динамика формирования Наталкинского золоторудного месторождения по данным системного анализа геохимического поля // Руды и металлы, № 3, 2006
- Григоров С. А. Наталкинское золоторудное месторождением — строение и основные поисковые признаки // Отечественная геология, 2007, № 3б стр. 43-50
- Григоров С. А. Структурный метод интерпретации геохимических данных применительно к локализации ресурсов категории Р3 и Р2 // Разведка и охрана недр, 2008, № 4-5, с.58-66.
- Григоров С. А. Геохимическое районирование очага рудообразования на примере Дегдеканского золоторудного месторождения // Разведка и охрана недр, 2009, № 1
- Григоров С. А. Геохимическая зональность металлогенических объектов в структурах геохимических полей // Недропользование XXI век, 2010, № 3, с.20-27
- Григоров С. А., Кушнарев П. И. Геохимическая разведка рудных месторождений. Недропользование XXI век, 2010, № 5 (24). С. 26 — 33
- Григоров С. А. Коренные источники россыпных месторождение золота в центральной Колыме. Руды и металлы, 2011, № 3-4, с.49-50
- Григоров С. А. Нелинейная структура рудообразующей системы геохимического поля // Разведка и охрана недр, 2013, № 8
- Григоров С. А. Рудообразование, ореолообразование и принципы металлогенического картирования как основа поисков рудных месторождений, Москва: Разведка и охрана недр, № 3, с. 26-32
- Григоров С. А. Структуры геохимических полей как инструмент локализации и ранжирования рудных объектов на стадии среднемасштабных поисков // Разведка и охрана недр. —2018. — № 9 — С. 18-22
- Григоров С. А., Кременецкий А. А., Спиридонов И. Г., Пилицын А. Г. Структурно химическая районирования арктического сектора Российской Федерации // Разведка и охрана недр № 1, 2019, с. 35 — 39
- Григоров С. А. Структура регионального геохимического поля колымской золотоносной области как фактор металлогенического районирования и прогнозной оценки // Руды и металлы, № 1, 2016[7]
- Григоров С. А., Кушнарёв П. П. Основные черты геологического строения и локализации оруденения золоторудного месторождения ПАВЛИК // Разведка и охрана недр, 2019. — № 9. — С. 3-8
- Григоров С. А. Структурная упорядоченность геохимических полей как фундаментальная основа разномасштабных геохимических поисков // Разведка и охрана недр, 2023, № 5.

### Патенты на изобретение
- Патент 881644 от 18.11.1981. Абрамсон Г. Я., Григорян С. В., Григоров С. А. Способ определения уровня среза ореолов золоторудных месторождений[8].

## Награды
- Нагрудный знак и и диплом «Первооткрыватель месторождения» за открытие Майского золоторудного месторождения (Решение коллеги и Министерства геологии СССР от 21.03 1985 года)[1]